# 賈輔
贾辅（1192年—1254年），字元德，金朝末年、元朝初年祁州蒲阴县（今河北省安国市）人。
金朝末年贾辅担任祁州刺史，1218年，因受金将武仙排挤，便率众归附蒙古铁木真，隶属于张柔部下。领兵攻打蠡州（今河北蠡县）、庆都、安平、束鹿（今河北辛集市）、深州、冀州等地。后又跟随攻打山东，以功升左副元帅。张柔率兵在外，贾辅常居守，1234年，改任行军千户、领顺天（保定）河南等路军民万户。其六子：賈文備，襲侯爵；贾文兼，襲祁州刺史、行軍千户；賈文遠；賈文進；早卒。賈文慶；賈文亮。五女：長女適行軍千户劉克剛；次女適参知政事王椅。